# Џорџ Штајнер
Фенсис Џорџ Штајнер (енгл. Francis George Steiner; Неји на Сени, 23. април 1929 — Кембриџ, 3. фебруар 2020) био је амерички књижевни критичар, есејиста, филозоф, романописац и педагог. Опширно је писао о односу језика, књижевности и друштва и утицају Холокауста.
Штајнер је био професор енглеске и компаративне књижевности на Женевском универзитету (1974–94), професор компаративне књижевности и сарадник на Универзитету Оксфорд (1994–95) и професор поезије на Универзитету Харвард (2001–02).
Живео је у Кембриџу у Енглеској. Био је ожењен историчарком Заром Штајнер; имао је сина Давида Штајнера (који је служио као државни комесар за образовање у Њујорку од 2009. до 2011) и кћерку Дебору Штајнер (професорка класике на Универзитету Колумбија).